# Campionati del mondo di mountain bike 2012 - Trial Uomini Elite 26"
La Trial Uomini Elite 26" dei Campionati del mondo di mountain bike 2012 si è svolta il 7 settembre 2012 a Saalfelden, in Austria. La gara è stata vinta dal francese Gilles Coustellier.

## Classifica
| Pos. | Corridore          | Squadra  | Penalità |
| ---- | ------------------ | -------- | -------- |
| 1    | Gilles Coustellier | Francia  | 19 p.ti  |
| 2    | Aurélien Fontenoy  | Francia  | 35 p.ti  |
| 3    | Kenny Belaey       | Belgio   | 39 p.ti  |
| 4    | Hannes Herrmann    | Germania | 42 p.ti  |
| 5    | Nicolas Vuillermot | Francia  | 48 p.ti  |
| 6    | John Webster       | Canada   | 50 p.ti  |
| 7    | Guillaume Dunand   | Francia  | 52 p.ti  |
| 8    | László Hegedűs     | Ungheria | 59 p.ti  |